# Nuculana callimene
Nuculana callimene är en musselart som först beskrevs av Dall 1908.  Nuculana callimene ingår i släktet Nuculana och familjen tandmusslor. Inga underarter finns listade i Catalogue of Life.